# Carpintaria naval em Bragança
A Carpintaria Naval em Bragança é o ofício ancestral de construção artesanal de embarcações por carpinteiros navais  (mestres carpinteiros artesões bragantinos) residentes no município brasileiro de Bragança (estado do Pará).

## História
Os primeiros indícios da carpintaria naval na região amazônida encontram-se na época dos indígenas nativos da região, que utilizavam diáriamente canoas como meio de transporte fluvial, onde esse processo construtivo primário baseava-se na observação da natureza somado à necessidade de sobrevivência. Passando o tempo, a pequena canoa evoluíu para um modelo de embarcação moderna, mais adaptada às necessidades das novas gerações, que persistem até os dias atuais através do saber tradicional como um importante um item de necessidade básica para a subsistência dos ribeirinhos e indústria pesqueira de pequeno porte. Conforme o pesquisador Sérgio Cardoso de Moraes “a relação entre homens e águas remonta à origem de nossas vidas, dada a importância dos oceanos e rios na evolução da espécie humana”.

## Saber tradicional
O saber tradicional é um produto histórico resultado do modo de vida de uma comunidade tradicional e o relacionamento com a biodiversidade que está inserida (intelecto coletivo ou intelecto cultural). Este saber se reconstrói na transmissão entre as gerações e, que geralmente é feita por via oral, possui uma vísivel e imediata aplicação prática na sociedade.

## Cidade de Bragança
A cidade paraense de Bragança localiza-se na região norte do Brasil (integrante Região Geográfica Imediata de Belém) na costa do nordeste paraense às margens do rio Caeté (que em tupi é "mato bom"), sendo assim apelidada de “Pérola do Caeté”. Sendo uma das cidades mais antigas do estado paraense (1613) e, que possui uma população estimada em 120.124 habitantes distribuidos em uma área de 2091,930 km².

## Metodologia de fabriação
A carpintaria naval artesanal das pequenas embarcações (canoas e barcos) utiliza vários conceitos físicos, tais como: volume, pressão, força, peso, densidade, equilíbrio (ponto material e corpo extenso), centro de gravidade e, atrito.
Os anos de experiência neste ofício auxiliam na escolha da madeira adequada para a construção dos diferentes tipos de embarcação, e de cada parte que compõe a embarcação, pois são feitas com madeiras diferentes, como por exemplo: a madeira usada para fazer o revestimento externo (custeamento) deve ser resistente, sendo usada a espécie Sapucaia (Lecythis pisonis), em tábuas com espessura de 3,5 cm , que são pintadas com tinta especial e envernizadas para proteger de parasitas; já na estrutura da embarcação (caverna) é usada a espécie Piquiá (Caryocar villosum) que tem densidade absoluta de 0,93 g/cm³ (com 1 g/cm³ da água), uma espécie pesada porém porosa, que poderia flutuar.